# Kurt Stade
Kurt Stade (* 6. Februar 1899 in Krautheim; † 15. Januar 1971 in Münster) war ein deutscher Althistoriker.
Kurt Stade studierte von 1919 bis 1926 an der Universität Frankfurt am Main, wo er 1926 mit der Arbeit Der Politiker Diokletian und die letzte große Christenverfolgung bei Matthias Gelzer promoviert wurde. Für die Dissertation wurde er 1927/1928 mit dem Reisestipendium des Deutschen Archäologischen Instituts bedacht. 1928 wurde er Assistent an der Reichs-Limeskommission (RLK) und nahm in dieser Funktion auch 1929 an Ausgrabungen im nordenglischen Kastell Birdoswald teil. 1929 habilitierte er sich bei Walther Kolbe an der Universität Freiburg im Breisgau und wurde dort Universitätsdozent. Seit 1931 war er zudem an der Römisch-Germanischen Kommission beschäftigt, seit 1935 als deren kommissarischer zweiter Direktor. 1937 wurde Stade Nachfolger Fritz Taegers auf dem Lehrstuhl für Alte Geschichte an der Universität Gießen, 1941 Nachfolger Lothar Wickerts an der Albertus-Universität Königsberg. Nach dem Zweiten Weltkrieg war Stade für mehrere Jahre in russischer Kriegsgefangenschaft. Anschließend wurde er 1950 zunächst Gastprofessor an der Universität Münster. 1956 wurde er erster Inhaber der noch außerordentlichen zweiten Professur für Alte Geschichte an der Universität, 1959 erster Ordinarius auf dem zweiten Lehrstuhl. Nachfolgerin wurde nach seiner Emeritierung 1965 Ruth Altheim-Stiehl.
Stade war Fachmann für die römisch-germanischen Beziehungen. Er wurde 1935 Mitglied des Deutschen Archäologischen Instituts, 1953 der Kommission für Alte Geschichte und Epigraphik. Wiewohl er zu seiner Zeit ein sehr angesehener Gelehrter war, haben seine Arbeiten heute kaum noch Bedeutung und sind weitgehend vergessen.

## Schriften (Auswahl)
- Der Politiker Diokletian und die letzte große Christenverfolgung. Staadt, Wiesbaden 1926 (zugleich: Frankfurt am Main, Universität, Dissertation, 1926).
- Das Reich Alexanders des Großen. Diadochenreiche (= Putzger-Wandkarten. 14/15). Wandkarte, 183 × 185 cm, Maßstab 1:3.000.000, farbig. Velhagen und Klasing, Berlin 1967.
- Rom und Karthago, das Römische Reich zur Zeit Caesars (= Putzger-Wandkarten. 23/25). Wandkarte, 162 × 198 cm, Maßstab 1:750.000 und 1:3.285.000, farbig. Velhagen und Klasing, Berlin 1967.